# Micropsis
Micropsis là một chi thực vật có hoa trong họ Cúc (Asteraceae).

## Loài
Chi Micropsis gồm các loài: